# Yak-9 (航空機)
Yak-9 / Як-9
モスクワ州モニノ　中央空軍博物館　2017年8月27日撮影
- 用途：戦闘機
- 分類：戦闘機
- 製造者：A・S・ヤコヴレフ記念試作設計局
- 運用者：
  -  ソビエト連邦 (ソ連防空軍)
  -  ユーゴスラビア (ユーゴスラビア空軍及び防空軍)
- 生産数：16,769機
- 生産開始：1942～1948年
- 運用開始：1942年

Yak-9（Jak-9、Yakovlev Yak-9 ヤク9 / 露 : Як-9 ヤーク・ジェーヴィッチ）は、第二次世界大戦時にヤコヴレフ設計局が開発し、ソ連空軍などで運用された戦闘機。
戦後もソ連で運用された主力戦闘機のひとつ。北大西洋条約機構(NATO)の使用するNATOコードネームはフランク (Frank)。

## 概要
Yak-9は、練習戦闘機から開発されたYak-7DI戦闘機の改良型の中・高高度用戦闘機として開発された。その後、Yak-9はYak-1/7に替わって大量に生産・配備され、大戦初期においてBf 109戦闘機を主力とするドイツ空軍に対し圧倒的に不利であった空軍戦闘機部隊再興の中核となった。
Yak-9シリーズは第二次大戦において最も優れたソ連戦闘機のひとつとされ、低・中高度用のYak-3戦闘機とともにソ連のフランス人部隊でも好んで使用されたことが知られている。Yak-9は同じ連合国側の戦闘機スピットファイアやP-51などと比べて遙かに小型であり、日本の零式艦上戦闘機と比べてもさらに一回り小さい機体であったが、強力なエンジンと20 mm機関砲を基本とする強力な武装により、それらにまったく遜色ない働きを見せた。但し、前・中期型は機体の大半が木材や布で構成されていたことから、金属製のほかの機体に比べて機体重量も増しており (一回り大きな零戦より800 kgほど重かった)、エンジン出力の割には最高速は伸びなかった。また、それにより操縦においても独特の扱い難さがあったと言われている。一方、後期型 (実質的には戦後型) であるYak-9Pは機体構造すべてが金属製となり、高出力 (1500馬力) のVK-107Aエンジンを装備してそれまでの機体より高い性能を発揮することができるようになった。
戦後は、Yak-9は後期型のYak-9Pと複座練習戦闘機型のYak-9Vを中心に東欧諸国に大量に配備され、大戦中の活躍と相まって当時ヨーロッパではよく知られた機体であった。これらはラヴォチキンが生産した戦闘機と共にジェット機までの繋ぎとして運用される。
一方、朝鮮戦争初期には朝鮮民主主義人民共和国軍が保有する12機のYak-9、42機のYak-9Pの合計54機がラヴォチキンの戦闘機と共に最前線に投入された(参照)。中華人民共和国空軍のYak-9Mも主力となり米英機等かつての「友軍機」とも戦った。これらのことから終戦後しばらくの間Yak-9はソ連の戦闘機の代表として捉えられており、朝鮮戦争時も国連軍側ではいわゆる「ミグ」 (MiG-15ジェット戦闘機) の認知まで「ヤク戦闘機」が東側戦闘機の代名詞であった。
その後、Yak-9は東欧を中心に1960年代初頭まで配備されていた。

## バリエーション

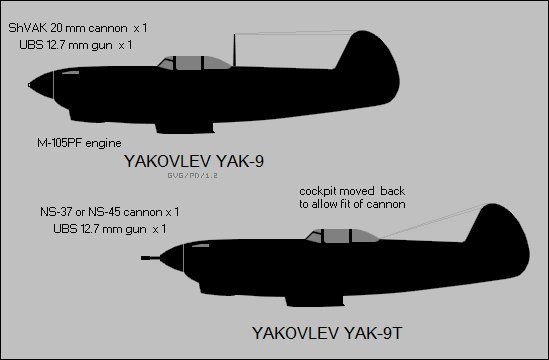
Yak-9とYak-9Tの側面比較図

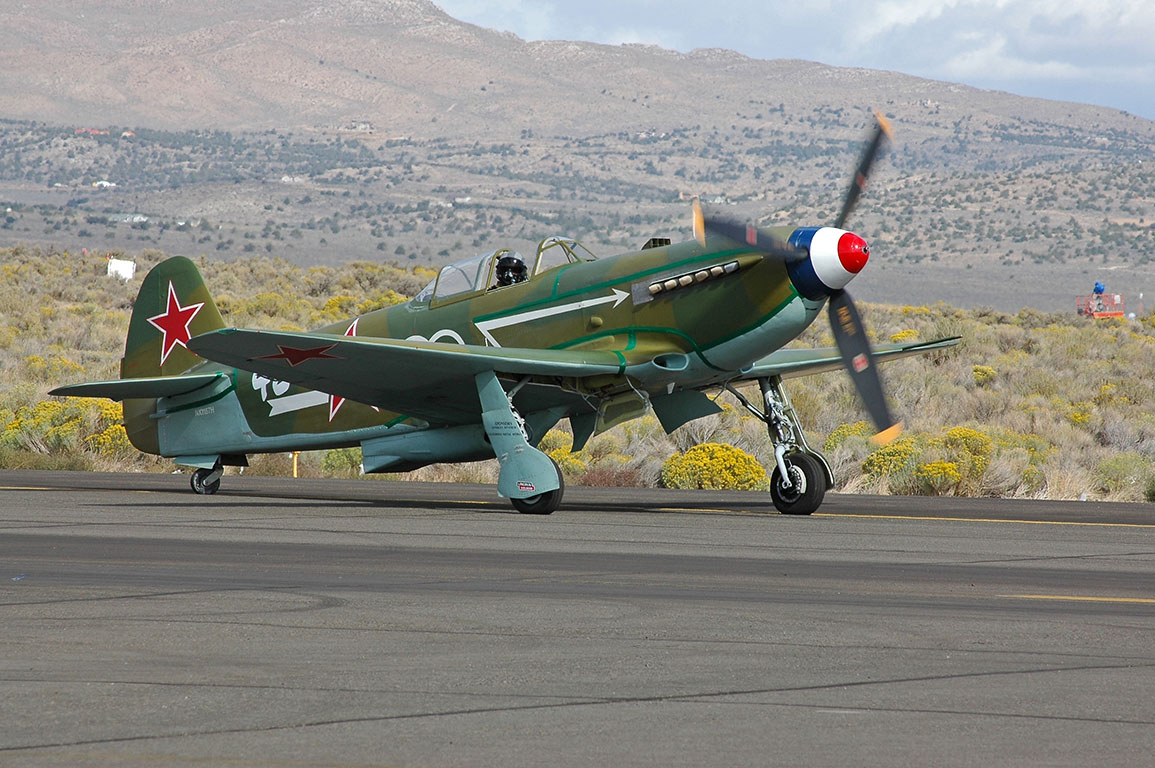
ソ連軍フランス人部隊機を模した塗装のYak-9UM (Yak-9U/Pによく似た外観の復元機)

Yak-9 (Як-9)/Yak-7DI (Як-7ДИ)
初期型。新型のM-105PFエンジンを搭載するYak-7DI長距離戦闘機として開発された。1942年初飛行、同年10月より生産開始。のちに改良され名称も新しいYak-9となった。
Yak-9D (Як-9Д)
Yak-9の翼内燃料タンクを増設した長距離戦闘機型。1943年初飛行。
Yak-9 (Як-9)
最初の量産型で、前線戦闘機（制空戦闘機・戦術戦闘機のこと。迎撃戦闘機に対して前線に配備する事から）として開発された。1942年初飛行。
Yak-9 VK-106搭載型 (Як-9 с ВК-106)
VK-106エンジンを搭載する前線戦闘機として開発された。1942年初飛行。エンジンが完成域に達しなかったため、計画は破棄された。
Yak-9T (Як-9Т)
37 mm機関砲 NS-37を搭載した重火力型。以前は同じく37mm機関砲搭載のP-39同様に対地攻撃用と思われていたが、実際は爆撃機に対する迎撃に活躍している。大口径火器搭載でバランスをとる為、コクピット位置が40cm後方に下げられている。Yak-9の最初の大量生産型となった。1943年1月初飛行、同年3月より生産開始、7月のクルスクの戦いから本格的に実戦参加している。
Yak-9TD (Як-9ТД)
Yak-9Tの燃料搭載量を増加させた長距離戦闘機型。1943年初飛行。
Yak-9K (Як-9К)
45 mm機関砲 NS-45を搭載した戦闘機型。1943年初飛行。
Yak-9TK (Як-9ТК)
23 mm機関砲 VYa-23や37 mm機関砲NS-37、45 mm機関砲 NS-45などの搭載試験を行った試作機。1943年初飛行。
Yak-9R (Як-9Р)
カメラを搭載した前線偵察機型。新造された物と既存の機体を改修したものが存在する。1943年初飛行。
Yak-9PD (Як-9ПД)
高高度向けであるVK-105PDを装備した迎撃戦闘機型。武装が減じられShVAK 20mm機関砲1門のみ。1943年初飛行。
Yak-9P(1943) (Як-9П)
1943年に試作された火力増強型。機首の12.7 mm機関銃 UBSが20 mm機関砲 ShVAKに換装されていた。採用されなかった為、名称は戦後のYak-9Pに再利用されている。
Yak-9DD (Як-9ДД)
Yak-9Dの航続距離をさらに延ばした超長距離護衛戦闘機型。翼内燃料タンクが2つ増設され計6つとなっている。またYak-9Tと同様コクピット位置が後方へ下げられている。シャトル爆撃任務に就く米陸軍航空隊のB-17の護衛も行った。初飛行は1944年。
Yak-9B (Як-9Б)
戦闘爆撃機型。コクピット後部に爆弾倉が追加されていた。1944年に初飛行を行い、少数が生産され前線で試験が行われたが、専用の照準器が無い、投下時の重心移動の影響が大きい事などから大量生産はされなかった。
爆弾槽には100キロ爆弾を縦横2列、最大4個を約75°の角度で縦型に収納する珍しい方式で、更に、弾頭を上にする形で収納する他にあまり例を見ない搭載方法を取っていた。弾頭部を上方としたのは、搭載後に信管の装着・調整を行えるようにした為である。
Yak-9L (Як-9Л)
戦闘爆撃機型の開発にあたって製作された試作機。
Yak-9M (Як-9М)
主翼外板を厚くし強度を高めるなどの改良が加えられた後期標準型。共通性を向上させる為に、コクピット位置はYak-9TやYak-9DDに準じた40cm下げられたものとなっている。初飛行は1944年で、1944年5月から1945年6月にかけて、シリーズ最多となる4239機が作られた。44年末からはVK-105PF2を搭載して作られていた。
Yak-9U (Як-9У)
エンジンを新型のVK-107Aに換装した後期型。初飛行は1943年で、試作1号機はVK-105PF2を搭載していた。Yak-3の空力洗練を参考にしており、各部形状がそれまでとは異なるものとなっている。大戦中の生産型では最も高い性能を発揮した。
Yak-9UT (Як-9УТ)
Yak-9Uの火力強化型。37 mm機関砲や45 mm機関砲搭載型が試験されたが、最終的に量産されたのは23mm機関砲 NS-23 と 20 mm機関砲 B-20S 2門を搭載したものだった。初飛行は1945年。
Yak-9UV (Як-9УВ)
Yak-9Uの複座戦闘練習機型。初飛行は1945年。
Yak-9S (Як-9С)
23 mm機関砲NS-23 1門と20 mm機関砲B-20S 2門を搭載した試作火力強化型。VK-107搭載型の開発やドイツの降伏により2機の試作にとどまった。初飛行は1945年。
Yak-9V (Як-9В)
中期型の複座型。初飛行は1945年。Yak-9Pの戦闘練習機として用いられた。
Yak-9「クリエールスキイ」 (Як-9 "Курьерский")
高官用の連絡機として開発された機体。Yak-9VにYak-9DDの主翼を組み合わせて製作された。武装をすべて降ろしコクピットを複座とすることで、最高速度564 km/hで乗客1名を運ぶことができるように設計されていた。初飛行は1944年で、1機のみ作られた。
なお、「Курьерский」はロシア語で「使者の、急使の、特使の」といった意味の形容詞である。
Yak-9P (Як-9П)
Yak-9Uを全金属製にした戦後型。基本的な武装は20 mm機関砲 B-20 3門。初飛行は1946年。
Yak-9UM (Як-9УМ)
Yak-9後期型を模して新たに製作された復元機。アメリカ合衆国のアリソン製V-1710レシプロエンジンを搭載する。1990年代に少数量産された。
S-49A (С-49А)
ユーゴスラヴィアのイカルス社で開発されたYak-9の発展型。戦後1946年より開発が始められ、1948年に初飛行を行った。エンジンはYak-9から入手した1180馬力のVK-105PFを搭載し、最高速度は554 km/hであった。武装もまたソ連製で、20 mm機関砲ShVAK 1門と12.7 mm機関銃UBS 2門を搭載した。
S-49C (С-49Ц)
ユーゴスラヴィアのソコ社で開発されたS-49Aの改良型。主翼は金属化され、新たに1500馬力のイスパノ・スイザ製12Z-11Yエンジンが搭載されていた。武装はドイツ・マウザー製のMG 151/20 20 mm機銃 1門とコルト・ブローニング製の12.7 mm機銃M2 2門が搭載され、その他4発のロケット弾または250 kg爆弾が搭載可能であった。最高速度は690 km/hに達していた。

## 仕様

### Yak-9D
- 初飛行: 1943年
- 全幅: 9.74 m[1]
- 全長: 8.60 m[1]
- 全高: 3.00 m
- 翼面積: 17.15 m2
- 空虚重量: 2,350 kg
- 通常離陸重量: 3,117 kg
- 発動機: クリーモフ製 M-105PF[1] 液冷式レシプロエンジン ×1
- 出力: 1,110 馬力[1]
- 最高速度 (地表高度): 533 km/h
- 最高速度: 591 km/h
- 実用航続距離: 1,360 km
- 上昇力: 820 m/min
- 実用飛行上限: 9,100 m
- 乗員: 1 名
- 武装: 20 mm機関砲ShVAK (弾数120発) ×1、12.7 mm機関銃UBS (弾数200発) ×1

### Yak-9M
- 初飛行: 1944年
- 全幅: 9.74 m
- 全長: 8.50 m
- 全高: 3.00 m
- 翼面積: 17.15 m2
- 空虚重量: 2,428 kg
- 通常離陸重量: 3,095 kg
- 発動機:クリーモフ製 VK-105PF 液冷式レシプロエンジン ×1
- 出力: 1,180 馬力
- 最高速度 (地表高度): 518 km/h
- 最高速度: 573 km/h
- 実用航続距離: 950 km
- 上昇力: 820 m/min
- 実用飛行上限: 9,500 m
- 乗員: 1 名
- 武装: 20 mm機関砲ShVAK (弾数120発) ×1、12.7 mm機関銃UBS (弾数200発) ×1

### Yak-9U
- 初飛行: 1943年
- 全幅: 9.74 m
- 全長: 8.55 m
- 全高: 3.00 m
- 翼面積: 17.15 m2
- 空虚重量: 2,512 kg
- 通常離陸重量: 3,204 kg
- 発動機:クリーモフ製 VK-107A 液冷式レシプロエンジン ×1
- 出力: 1,500 馬力
- 最高速度 (地表高度): 575 km/h
- 最高速度: 672 km/h
- 実用航続距離: 675 km
- 上昇力: 1,000 m/min
- 実用飛行上限: 10,650 m
- 乗員: 1 名
- 武装: 20 mm機関砲ShVAK (弾数120発) ×1、12.7 mm機関砲UBS (弾数170発) ×2

## 使用国
退役国
- ソ連: 各型
- ユーゴスラヴィア: Yak-9/P、S-49/A/C

### 現在の運用国
- ブルガリア: Yak-9D/DD/M?/T?/K?/V/P
- アルバニア: Yak-9P/V
- ポーランド: Yak-9M/T?/K?/V/P
- ハンガリー: Yak-9V/P
- 朝鮮民主主義人民共和国: Yak-9DD?/M?/T?/K?/V/P
- 中華人民共和国: Yak-9DD?/M?/T?/K?/V/P

## 現存する機体
| 型名          | 番号           | 機体写真 | 所在地                              | 所有者                                                                   | 公開状況 | 状態     | 備考   |
| ------------- | -------------- | -------- | ----------------------------------- | ------------------------------------------------------------------------ | -------- | -------- | ------ |
| Yak-9U        | 1257           |          | ロシア                              | 空軍中央博物館                                                           | 公開     | 静態展示 |        |
| Yak-9U        | 0815346        |          | アメリカ ワシントン州               | ミュージアム・オブ・フライト                                             | 公開     | 静態展示 |        |
| Yak-9P        | 12             | 写真     | 北朝鮮 平壌                         | 祖国開放戦争勝利博物館                                                   | 公開     | 静態展示 |        |
| Yak-9P        | 10107          |          | ポーランド ワルシャワ               | ポーランド陸軍博物館                                                     | 公開     | 静態展示 |        |
| Yak-9P        | 277097         | 写真     | ブルガリア                          | ブルガリア航空博物館(Bulgarian Aviation Museum)                          | 公開     | 静態展示 |        |
| Yak-9P        |                |          | ポーランド                          | ポーランド海軍博物館 (Museum of the Polish Navy)                         | 公開     | 静態展示 |        |
| Yak-9P        |                | 写真     | ロシア                              | 北方艦隊空軍博物館 (Museum of the Air Forces of the Northern Fleet)      | 公開     | 静態展示 |        |
| Yak-9P        |                |          | ウクライナ キエフ                   | ウクライナ第二次世界大戦中歴史博物館                                     | 公開     | 静態展示 |        |
| Yak-9UM       | 0470402        |          | アメリカ デラウェア州               | ヤッキン2社(Yakkin 2 Inc)                                                | 公開     | 飛行可能 |        |
| Yak-9UM       | 0470404        | 写真     | アメリカ メリーランド州             | キンブルズ航空社(Kimbles Aviation Inc)                                   | 非公開   | 飛行可能 |        |
| Yak-U Yak-9UM | 091798 0470406 |          | ドイツ バーデン＝ヴュルテンベルク州 | メイアモーターズ社                                                       | 非公開   | 飛行可能 | 旧塗装 |
| Yak-9UM       | 0470408        |          | アメリカ ネヴァダ州                 | シェイドツリー航空社(Shadetree Aviation Inc)                             | 非公開   | 飛行可能 |        |
| Yak-9         | 不明           |          | ロシア                              | ヴァディム・ザドロズヌイ技術博物館(Technical Museum of Vadim Zadorozhny) | 公開     | 静態展示 |        |
| レプリカ      |                |          | ロシア                              | ソヴィエト第8陸軍の飛行士記念碑                                          | 公開     | 静態展示 |        |
| レプリカ      |                |          | ロシア ムルマンスク州               | アブラム岬記念碑(Ablam Cape Monument)                                    | 公開     | 静態展示 |        |
| レプリカ      | (Yak-9T)       | 写真     | ベラルーシ ミンスク                 | ベラルーシ大祖国戦争博物館                                               | 公開     | 静態展示 |        |
| レプリカ      |                | 写真     | ウクライナ キエフ                   | キエフ国際空港                                                           | 公開     | 静態展示 |        |